# Leptosynapta gallienii
Leptosynapta gallienii är en sjögurkeart som först beskrevs av Herapath 1865.  Leptosynapta gallienii ingår i släktet Leptosynapta och familjen masksjögurkor. Inga underarter finns listade i Catalogue of Life.